# Democratización

Países que se autocratizan (rojo) o se democratizan (azul) sustancial y significativamente (2010-2020). Los países en gris se mantienen sustancialmente sin cambios.

La democratización es un proceso de transición política de un tipo de régimen a otro, en este caso a una democracia. 

## Historia
Lo que si es un hecho es que una transición política se origina por medio de un conflicto, el cual puede ser de valores o de intereses. En el primer caso se va a ocupar un cierto grado de violencia para lograr el cambio, mientras que en el segundo se utilizan numerables normas o reglas. Una transición política de un gobierno autoritario a uno demócrata es llamada “democratización”, la cual tienen como objetivo llegar de manera competitiva a un sistema de democracia.

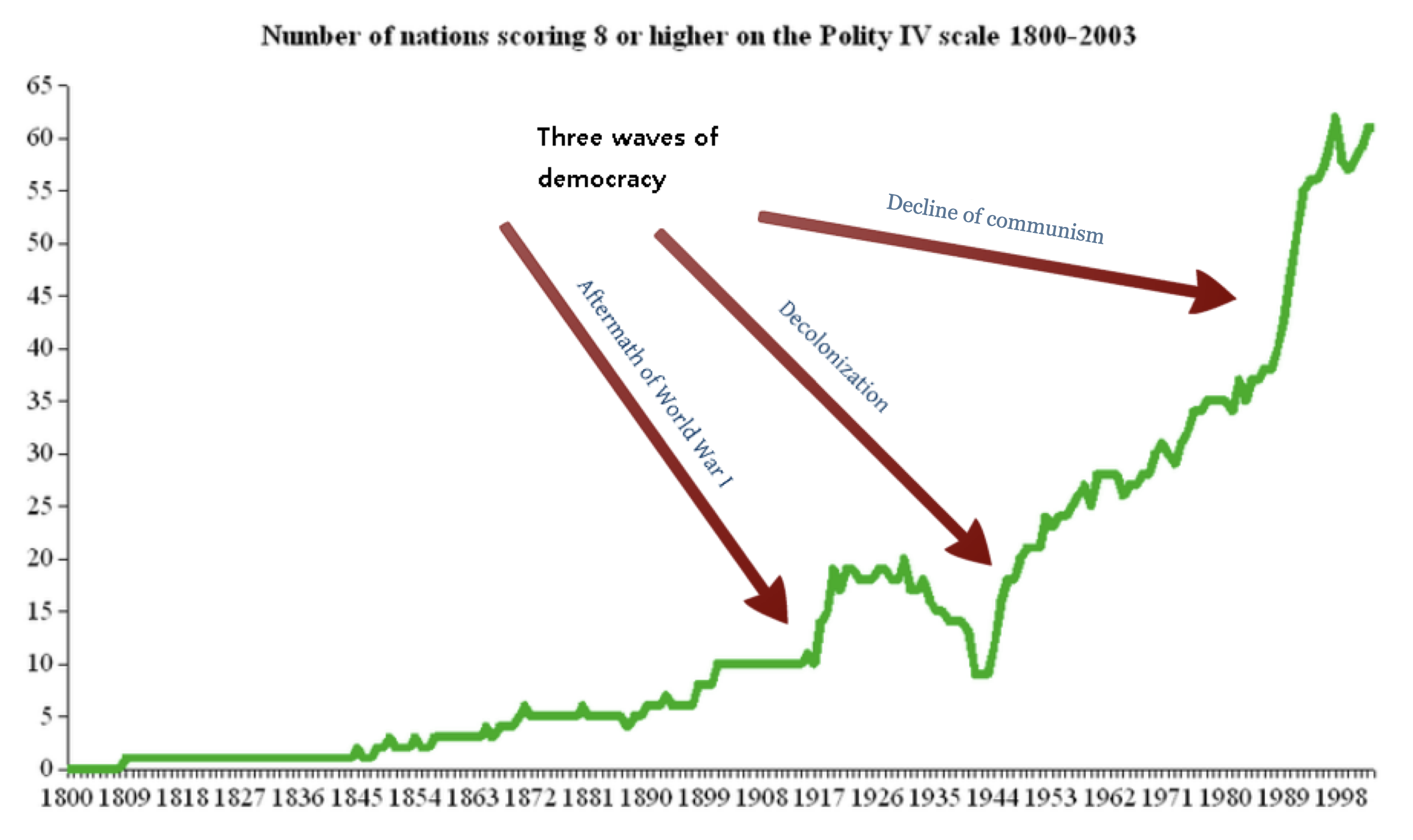
Las tres olas de democracia identificadas por Samuel P. Huntington.

Un ejemplo de origen de estos conflictos puede ser la incomprensión religiosa ya que se tiene un cierto nivel de intolerancia por parte del Estado. O’Donnell menciona tres características que se deben tomar en cuenta para entender el proceso de una transición política y su consolidación, aquellas características son las siguientes:
- Las transiciones de un régimen autoritario a uno demócrata pueden seguir diferentes caminos, depende de las situaciones de la nación en juego.
- La transición tomara un camino de los distintos que existen, y se debe tomar en cuenta que cada uno de ellos conducen a un tipo distinto de democracia, esto va a dar una variación de consolidación para cuando se alcance la meta.
- La consolidación que va a tomar el nuevo régimen siempre será incierta y nunca se debe descartar el regreso del autoritarismo, siempre va a depender de la consolidación que llegue a tener la democratización.

En el gobierno demócrata es fundamental la elección de los gobernantes, así como la destitución de los mismos por medio de las decisiones del electorado, dentro de este gobierno también existe la independencia de los tribunales, se da seguimiento al cumplimiento de los derechos humanos como es el derecho de expresión, opinión, asociación, etc., estas características son las mismas que se niegan desde un principio en un régimen totalitario y son limitadas en el autoritario.
La democratización es un proceso de desarrollo de las instituciones sociales que conducen al fortalecimiento de la sociedad civil, resguardo de los derechos humanos básicos y la disminución de las desigualdades socioeconómicas. No todos los procesos de apertura de países no democráticos o en conflicto interno conducen efectivamente a la democratización; en aquellos casos donde los cambios son limitados se hablará de liberalización política.
La democratización del trabajo está muy relacionada con conceptos como la adhocracia donde todos los miembros de una organización o grupo tienen autoridad para tomar decisiones.
Los procesos de "democratización" corresponden a la época histórica, a partir de los años 80 , en donde a lo largo del mundo y en especial en América Latina, se empiezan a llevar a cabo transiciones de regímenes autoritarios a regímenes democráticos. Para autores como O´Donnell , esta democratización se caracteriza por tener dos etapas; la primera, que es la de transición y corresponde al paso del régimen autoritario al democrático, y la segunda, que es la consolidación de este régimen, partiendo de que sus instituciones se vuelvan de carácter fuerte y que todas las luchas políticas sean llevadas a cabo por las vías que estas mismas dan. 
Se ha dado en llamar Doctrina Google a la fe entusiasta en el poder liberador de la tecnología, acompañada por el irresistible impulso de alistas a las empresas de nuevas tecnologías en la lucha global por la libertad y de esta forma alcanzar la democratización de las sociedades. Este es un enfoque liberal del proceso de democratización.

## Actualidad
En la actualidad la democratización es un proceso necesario por las circunstancias históricas que vivimos hoy en día, ya que como fue mencionado anteriormente, el sistema demócrata nos da un tipo de garantía del cumplimiento de nuestros derechos fundamentales, que estos sean respetados y mantenidos por el sistema de acuerdo con las necesidades de la sociedad. Esto nos acerca a la idea de que la democracia es el mejor sistema político ya que reúne las mejores condiciones de vida para los ciudadanos, un ejemplo de ello es dar el derecho a la participación en las elecciones para gobernantes. En torno a lo que fue mencionado en el párrafo anterior, el autor Aumente lo expone de la siguiente manera: “La democracia aspira a la participación, cada día más consciente y más activa, del pueblo en las tareas de gobierno”, sin embargo, se sabe que un porcentaje de la masa de personas que forman el pueblo no ejercen la oportunidad de participación en la toma de decisiones políticas, y según Nohlen, los grupos que aprovechan su derecho a la participación a la toma de decisiones políticas son los que tienen una clase económica alta, esas son las personas que integran la minoría que ejerce su voto, mientras que el resto de la población, los que no emiten son voto son los de las clases inferiores. Es importante tener en mente que una democratización no nos asegura la participación de todos los ciudadanos.
Aun cuando la democracia pareciera ser el mejor régimen político para una nación, no debe ser considerado como un proceso evolutivo de la misma, esa idea era la que se tenía hasta los años 60’s, en donde Schmitter nos explica que primero se tenía una oligarquía tradicional, pasa a una democracia censitaria para finalmente ser una democracia pluralista.
Una de las causas por las que se dé una transición política es la inestabilidad que tenga el régimen en el que se esté viviendo ya sea de distribución o de dominación, existe un modelo multidimensional sobre el cambio de régimen creado por Nohlen el cual se ve que un régimen autoritario puede pasar a una democracia y también puede suceder de manera viceversa. 
En el caso de Villanueva, se destaca que la democratización puede ser reclamada a raíz de una serie injusticias y malas decisiones por parte del gobierno, decisiones equivocadas que pueden ser causa del mismo régimen político que se mantiene, como lo puede ser, un sistema autoritario. 
El reclamo de la democratización trae consigo distintos aspectos benéficos tanto para el desarrollo del Estado como el bienestar de la sociedad. Según Villanueva, gracias a la pluralidad de ideas y propuestas que permite establecer una democracia, esta permite aumentar la posibilidad de obtener un mejor y buen gobierno. "La democratización ha sido determinante para reconstruir la naturaleza pública del gobierno, para liberarlo de los grupos de interés que lo han tenido en cautiverio y para disuadirlo de aventuras, fantasías e improvisaciones, ante la expectativa de sanciones electorales de desalojo y alternancia. La democratización ha sido también tirar lastre y crear las condiciones para atender con eficiencia los muchos males, necesidades y problemas públicos."